# Episodi di Barnaby Jones (terza stagione)
La terza stagione della serie televisiva Barnaby Jones, composta da 24 episodi, è stata trasmessa in anteprima negli Stati Uniti d'America dalla CBS dal 10 settembre 1974 al 15 aprile 1975. In Italia è stata trasmessa su Rete 2 nel 1979.
| nº | Titolo originale       | Titolo italiano          | Prima TV USA      | Prima TV Italia |
| -- | ---------------------- | ------------------------ | ----------------- | --------------- |
| 1  | A Gathering of Thieves | Una banda di ladri       | 10 settembre 1974 | 1979            |
| 2  | Dead Man's Run         | La corsa mortale         | 17 settembre 1974 | 1979            |
| 3  | The Challenge          | La sfida                 | 24 settembre 1974 | 1979            |
| 4  | Conspiracy of Terror   | Cospirazioni del terrore | 1º ottobre 1974   | 1979            |
| 5  | Odd Man Loses          | Sconfitta umana          | 8 ottobre 1974    | 1979            |
| 6  | Forfeit by Death       | Perdite mortali          | 15 ottobre 1974   | 1979            |
| 7  | Blueprint for a Caper  | Progetto per un crimine  | 29 ottobre 1974   | 1979            |
| 8  | Mystery Cycle          | Ciclo misterioso         | 12 novembre 1974  | 1979            |
| 9  | Dark Homecoming        | Un oscuro ritorno a casa | 19 novembre 1974  | 1979            |
| 10 | Time to Kill           | Tempi per uccidere       | 26 novembre 1974  | 1979            |
| 11 | Death on Deposit       | Omicidio al deposito     | 3 dicembre 1974   | 1979            |
| 12 | Web of Deceit          | Una rete di inganni      | 10 dicembre 1974  | 1979            |
| 13 | The Last Contract      | L'ultimo contratto       | 31 dicembre 1974  | 1979            |
| 14 | Trap Play              | La trappola              | 7 gennaio 1975    | 1979            |
| 15 | Murder Once Removed    | Delitto rimosso          | 21 gennaio 1975   | 1979            |
| 16 | Counterfall            | Contrasti                | 4 febbraio 1975   | 1979            |
| 17 | Dangerous Summer       | Estate pericolosa        | 11 febbraio 1975  | 1979            |
| 18 | Image of Evil          | Le immagini del diavolo  | 18 febbraio 1975  | 1979            |
| 19 | Fantasy of Fear        | Fantasie della paura     | 25 febbraio 1975  | 1979            |
| 20 | Doomed Alibi           | Un alibi perfetto        | 11 marzo 1975     | 1979            |
| 21 | The Deadlier Species   | Specie mortali           | 18 marzo 1975     | 1979            |
| 22 | Poisoned Pigeon        | Un piccione avvelenato   | 25 marzo 1975     | 1979            |
| 23 | Jeopardy for Two       | Un pericolo per due      | 1º aprile 1975    | 1979            |
| 24 | Bond of Fear           | Legami di paura          | 15 aprile 1975    | 1979            |

## Una banda di ladri
- Titolo originale: A Gathering of Thieves
- Diretto da: Walter Grauman
- Scritto da: Robert W. Lenski

### Trama
Barnaby indaga sull'omicidio di un proprietario terriero e investitore immobiliare, scoprendo una rete di bugie e furti.

## La corsa mortale
- Titolo originale: Dead Man's Run
- Diretto da: Walter Grauman
- Scritto da: Calvin Clements Jr.

### Trama
Barnaby indaga su un incidente mortale di un finanziere che aveva sottratto dei milioni di dollari, e sospetta di un impresario di pompe funebri.

## La sfida
- Titolo originale: The Challenge
- Diretto da: Walter Grauman
- Scritto da: Larry Brody

### Trama
Barnaby viene assunto per indagare sul presunto suicidio del marito di una donna ricca, e scopre che un altro investigatore che integra le sue entrate con il ricatto.

## Cospirazioni del terrore
- Titolo originale: Conspirancy of Terror
- Diretto da: Lawrence Dobkin
- Scritto da: B.W. Sandeful

### Trama
Barnaby viene assunto da un uomo morente tramite un giornalista per indagare sull'omicidio di una donna.

## Sconfitta umana
- Titolo originale: Odd Man Loses
- Diretto da: Walter Grauman
- Scritto da: Joel Murcott

### Trama
Barnaby indaga sulla rapina conclusa con l'omicidio di un uomo d'affari, iniziando a mettere insieme i pezzi.

## Perdite mortali
- Titolo originale: Forfeit by Death
- Diretto da: Leslie H. Martinson
- Scritto da: Robert Sherman

### Trama
Barnaby indaga sull'omicidio di un cliente di un garante della cauzione, portandolo a segreti oscuri.

## Ciclo misterioso
- Titolo originale: Mystery Cycle
- Diretto da: William Wiard
- Scritto da: Calvin Clements Jr.

### Trama
Barnaby viene assunto per ritrovare una ragazza rapita da un rapinatore che ha appena ucciso il suo partner.

## Un oscuro ritorno a casa
- Titolo originale: Dark Homecoming
- Diretto da: William Wiard
- Scritto da: Benjamin Masselink

### Trama
Barnaby viene assunto dal padre di una cantante accusata dell'omicidio della sua manager, che è stata uccisa da qualcun altro.

## Tempo di uccidere
- Titolo originale: Time to Kill
- Diretto da: Leslie H. Martinson
- Scritto da: Larry Alexander

### Trama
Barnaby indaga per conto della compagnia assicurativa su una rapina in una gioielleria, nella quale è rimasta uccisa una guardia di sicurezza.

## Omicidio al deposito
- Titolo originale: Death on Deposit
- Diretto da: Robert Douglas
- Scritto da: Jack B. Sowards

### Trama
Barnaby indaga per conto di qualcuno sull'omicidio di un uomo che stava per vendere il ranch e trasferirsi, nonostante avesse ritirato i suoi soldi dalla banca.

## Una rete di inganni
- Titolo originale: Web of Deceit
- Diretto da: Seymour Robbie
- Scritto da: Robert Pirosh

### Trama
Barnaby indaga sull'omicidio di un uomo, portando ad una rete di inganni.

## L'ultimo contratto
- Titolo originale: The Last Contract
- Diretto da: Seymour Robbie
- Scritto da: Robert Heverly

### Trama
Barnaby accetta l'incarico di una famiglia per trovare la loro figlia.

## La trappola
- Titolo originale: Trap Play
- Diretto da: Leslie H. Martinson
- Scritto da: Barry Oringer

### Trama
Barnaby indaga sull'omicidio di un giocatore di football.

## Delitto rimosso
- Titolo originale: Murder Once Removed
- Diretto da: Ralph Senensky
- Scritto da: Robert W. Lenski

### Trama
Barnaby indaga per conto di una sorella di un ricco magnate per indagare sulla morte di quest'ultimo, avvenuto in un incidente in barca.

## Contrasti
- Titolo originale: Counterfall
- Diretto da: Alf Kjellin
- Scritto da: Joel Murcott

### Trama
Barnaby cerca di salvare un uomo dall'accusa dell'omicidio di un giudice candidato alla Corte Suprema.

## Estate pericolosa
- Titolo originale: Dangerous Summer
- Diretto da: Corey Allen
- Scritto da: B.W. Sanderful

### Trama
Barnaby viene assunto da un padre di famiglia preoccupato per ritrovare il figlio scomparso, sospettando che possa aver subito un gioco scorretto.

## Le immagini del diavolo
- Titolo originale: Image of Evil
- Diretto da: Leo Penn
- Scritto da: Larry Brody

### Trama
Barnaby indaga sull'omicidio di un attore, sospettando che ci sia qualcosa di più sinistro.

## Fantasie della paura
- Titolo originale: Fantasy of Fear
- Diretto da: Leo Penn
- Scritto da: Robert W. Lenski

### Trama
Barnaby viene assunto da una donna per scoprire chi sta cercando di spingerla ancora una volta oltre il limite.

## Un alibi perfetto
- Titolo originale: Doomed Alibi
- Diretto da: Richard C. Bennett
- Scritto da: Martin Roth

### Trama
Barnaby indaga su un omicidio commesso da un ex attore.

## Specie mortali
- Titolo originale: The Deadlier Species
- Diretto da: Leslie H. Martinson
- Scritto da: Lou Shaw

### Trama
Barnaby viene assunto per indagare sull'omicidio di un avvocato che aveva appena supervisionato gli investimenti finanziari di diverse donne.

## Un piccione avvelenato
- Titolo originale: Poisoned Pigeon
- Diretto da: Richard C. Bennett
- Scritto da: Skip Webster

### Trama
Barnaby indaga sull'omicidio di un uomo coinvolto in una truffa.

## Un pericolo per due
- Titolo originale: Jeopardy for Two
- Diretto da: Michael Caffey
- Scritto da: Carey Wilber

### Trama
Barnaby collabora con un agente dell'Intelligence britannica per individuare rari vasi di porcellana della Collezione Habsburg che credono siano in possesso di una spia tedesca.

## Legami di paura
- Titolo originale: Bond of Fear
- Diretto da: Leslie H. Martinson
- Scritto da: Robert Sherman

### Trama
Barnaby viene assunto dall'avvocato di una donna sospettata dell'omicidio del marito.